# Gastrotheca litonedis
Gastrotheca litonedis é uma espécie de anfíbio da família Hemiphractidae.
É endémica do Equador.
Os seus habitats naturais são: matagal tropical ou subtropical de alta altitude, campos de altitude subtropicais ou tropicais, rios e marismas intermitentes de água doce.
Está ameaçada por perda de habitat.